# Sapian
Sapian is een gemeente in de Filipijnse provincie Capiz op het eiland Panay. Bij de laatste census in 2007 had de gemeente bijna 24 duizend inwoners.

## Geografie

### Bestuurlijke indeling
Sapian is onderverdeeld in de volgende 10 barangays:
- Agsilab
- Agtatacay Norte
- Agtatacay Sur
- Bilao
- Damayan
- Dapdapan
- Lonoy
- Majanlud
- Maninang
- Poblacion

## Demografie
Sapian had bij de census van 2007 een inwoneraantal van 23.552 mensen. Dit zijn 640 mensen (2,8%) meer dan bij de vorige census van 2000. De gemiddelde jaarlijkse groei komt daarmee uit op 0,38%, hetgeen lager is dan het landelijk jaarlijks gemiddelde over deze periode (2,04%). Vergeleken met de census van 1995 is het aantal mensen met 1.018 (4,5%) toegenomen.

De bevolkingsdichtheid van Sapian was ten tijde van de laatste census, met 23.552 inwoners op 105,24 km², 223,8 mensen per km².